# 奧爾德里奇 (密蘇里州)
奧爾德里奇（英語：Aldridge）是位於美國密蘇里州波爾克縣的村。

## 人口
根據2020年美國人口普查的數據，奧爾德里奇的面積為0.42平方千米，皆為陸地。當地共有人口76人，而人口密度為每平方千米181人。